# Sud Intérieur
Sud Intérieur, fondé en avril 2002, est un syndicat affilié à Solidaires regroupant au sein du ministère de l'Intérieur français des fonctionnaires de la Direction Générale de la Police nationale ainsi que des agents des préfectures, des sous-préfectures, des tribunaux administratifs et des cours administratives d'appel.

## Historique
En 2010, Sud Intérieur était présent dans 89 départements.